# Torsten Bewernitz
Torsten Bewernitz (* 1975 in Papenburg) ist ein deutscher Politologe und Gewerkschafter.
Bewernitz stammt aus der niedersächsischen Stadt Papenburg. Er studierte Politikwissenschaft, Soziologie, Deutsche Philologie und Philosophie. Während seines Studiums in Münster war er für die Undogmatische Linke aktiv. 2001 reichte er seine Magisterarbeit, Die Verhandlungen zum multilateralen Abkommen über Investitionen (MAI) unter dem Aspekt der Globalisierung, an der Westfälischen Wilhelms-Universität Münster ein. Danach war er Doktorand am Münsteraner Institut für Politikwissenschaft und wurde 2010 an der Philosophischen Fakultät mit einer politikwissenschaftlichen Dissertation über die Darstellung von Nation und Geschlechterverhältnis während des Kosovo-Krieges zum Dr. phil. (summa cum laude) promoviert. Die Gutachter der Arbeit waren Reinhard Meyers und Hanns Wienold.
Von 2011 bis 2014 arbeitete er – als Projektassistent von Horst Steffens – im Technoseum, Landesmuseum für Technik und Arbeit in Mannheim und konzipierte die 2013 eröffnete dortige Landesausstellung „Durch Nacht zum Licht?“ über die Geschichte der Arbeiterbewegung (1863–2013) mit. Von 2020 bis 2023 war er Lehrbeauftragter an der Hochschule für Wirtschaft und Gesellschaft Ludwigshafen sowie an der Fachhochschule Bielefeld.
Er war mehr als fünf Jahre Teamer für das DGB-Bildungswerk NRW. Bei der IG Metall Baden-Württemberg war er in das „Gemeinsame Erschließungsprojekt“ eingebunden.
Bewernitz veröffentlicht in linken Zeitschriften (Direkte Aktion, Graswurzelrevolution, analyse und kritik, SoZ u. a.). Seit 2018 arbeitet er redaktionell beim express - Zeitung für sozialistische Betriebs- und Gewerkschaftsarbeit.

## Schriften (Auswahl)
- Global x. Kritik, Stand und Perspektiven der Antiglobalisierungsbewegung. Unrast, Münster 2002, ISBN 3-89771-418-3 (zugl. Magisterarbeit, Universität Münster, 2001).
- (Hrsg.): Die neuen Streiks. Unrast, Münster 2008, ISBN 978-3-89771-480-9.
- mit Elisabeth Tuider und Hanns Wienold (Hrsg.): Dollares und Träume. Migration, Arbeit und Geschlecht in Mexiko im 21. Jahrhundert. Westfälisches Dampfboot, Münster 2009, ISBN 978-3-89691-764-5.
- Konstruktionen für den Krieg?. Die Darstellung von „Nation“ und „Geschlecht“ während des Kosovo-Konflikts 1999 in den deutschen Printmedien. Westfälisches Dampfboot, Münster 2010, ISBN 978-3-89691-798-0 (zugl. Dissertation, Universität Münster, 2010).
- mit Horst Steffens, Peter Birke u. a. (Red.): Durch Nacht zum Licht?. Geschichte der Arbeiterbewegung 1863–2013. Katalog zur Großen Landesausstellung 2013 Baden-Württemberg. Hrsg. vom Technoseum, Landesmuseum für Technik und Arbeit in Mannheim, Mannheim 2013, ISBN 978-3-9808571-7-8.
- Kleine Geschichte der Krisenrevolten. [Ein schwarz-roter Leitfaden]. Unrast, Münster 2014, ISBN 978-3-89771-569-1.
- Nothing in common? Differänzen in der Klasse. Edition Assemblage, Münster 2015, ISBN 978-3-942885-84-3.
- Syndikalismus und neue Klassenpolitik. Eine Streitschrift. Die Buchmacherei, Berlin 2018. ISBN  978-3-9820783-1-1.
- What would Picard do? Star Trek als Social Fiction. Unrast-Verlag, Münster 2025. ISBN 978-3-89771-638-4